# Мечеть Балабан-паші
Мече́ть Балаба́н-паші́ (тур. Balaban Paşa Camii) — мечеть XV століття, розташована в центрі міста Едірне, Туреччина.

## Історія
Мечеть була збудована на початку XV століття Балабан-пашею, який був бейлербеєм Токата та Ментеше за часів правління султана Мурада II в Едірне. Окрім мечеті, він також збудував імарет (громадську кухню). Після смерті Балабан-паша був похований на хазіре (цвинтарі) при мечеті.

### Руйнування
Мечеть Балабан-паші зазнала руйнувань у 1920-х роках. Камені з хазіре мечеті були використані для будівництва доріг. Управління фондів Едірне у 1926 році ухвалило рішення (№ 227 та № 241) про продаж будівельних матеріалів мечеті як будівельного сміття, і матеріали були продані за 30 лір. Територія мечеті була виставлена на продаж рішенням № 78 від 28 вересня 1940 року і продана рішенням № 88 від 16 грудня 1940 року Осману Тюрккану, завідувачу складу муніципалітету Едірне та центральному колектору, за ціною 33 куруші за квадратний метр.

### Відбудова
Реконструкція мечеті відповідно до її первісного вигляду розпочалася у 2022 році, а у 2023 році вона була відкрита для богослужінь.

## Архітектура
Оригінальна мечеть Балабан-паші мала дерев'яний дах та один мінарет.

## Галерея

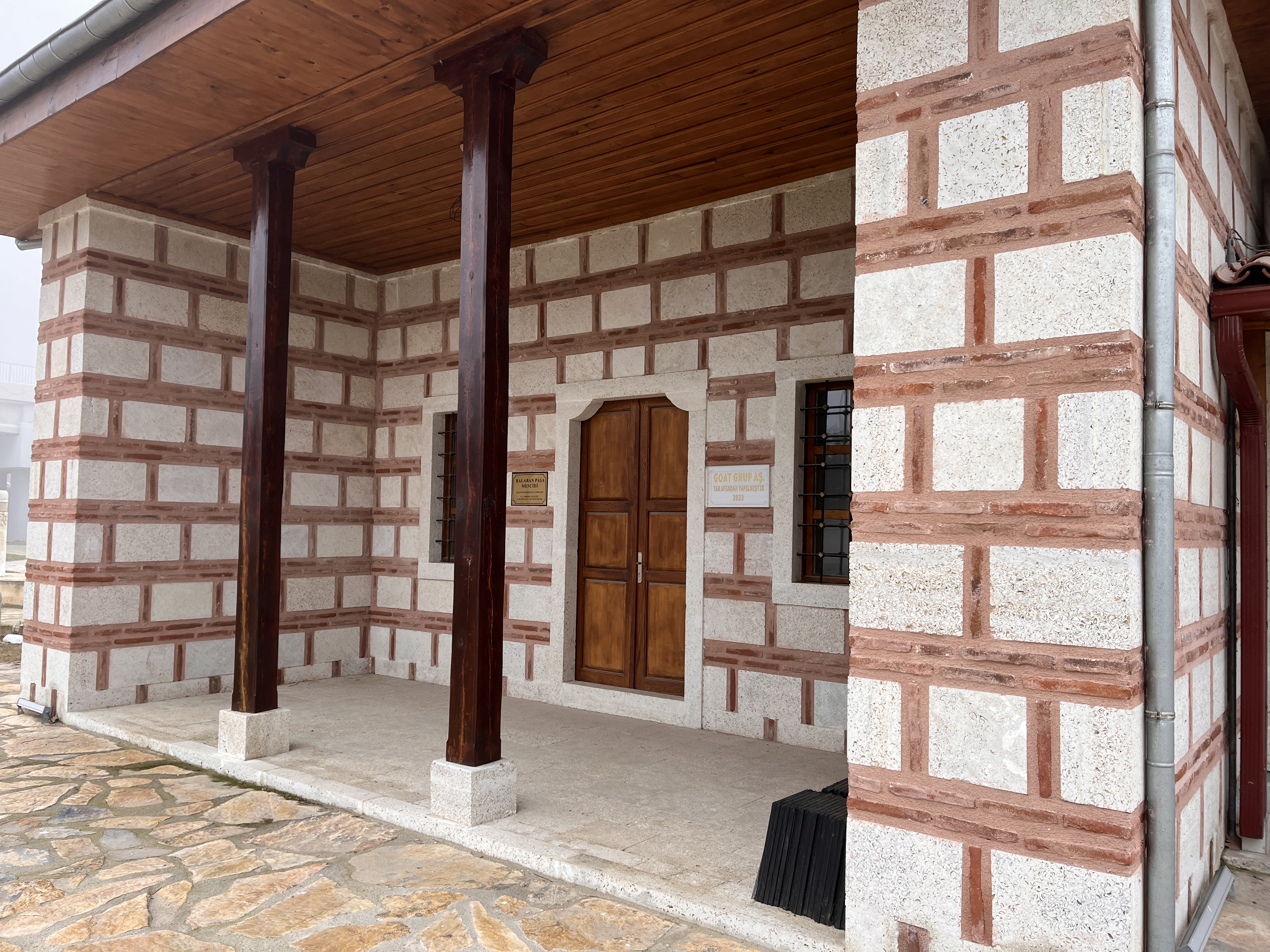
Фасад мечеті
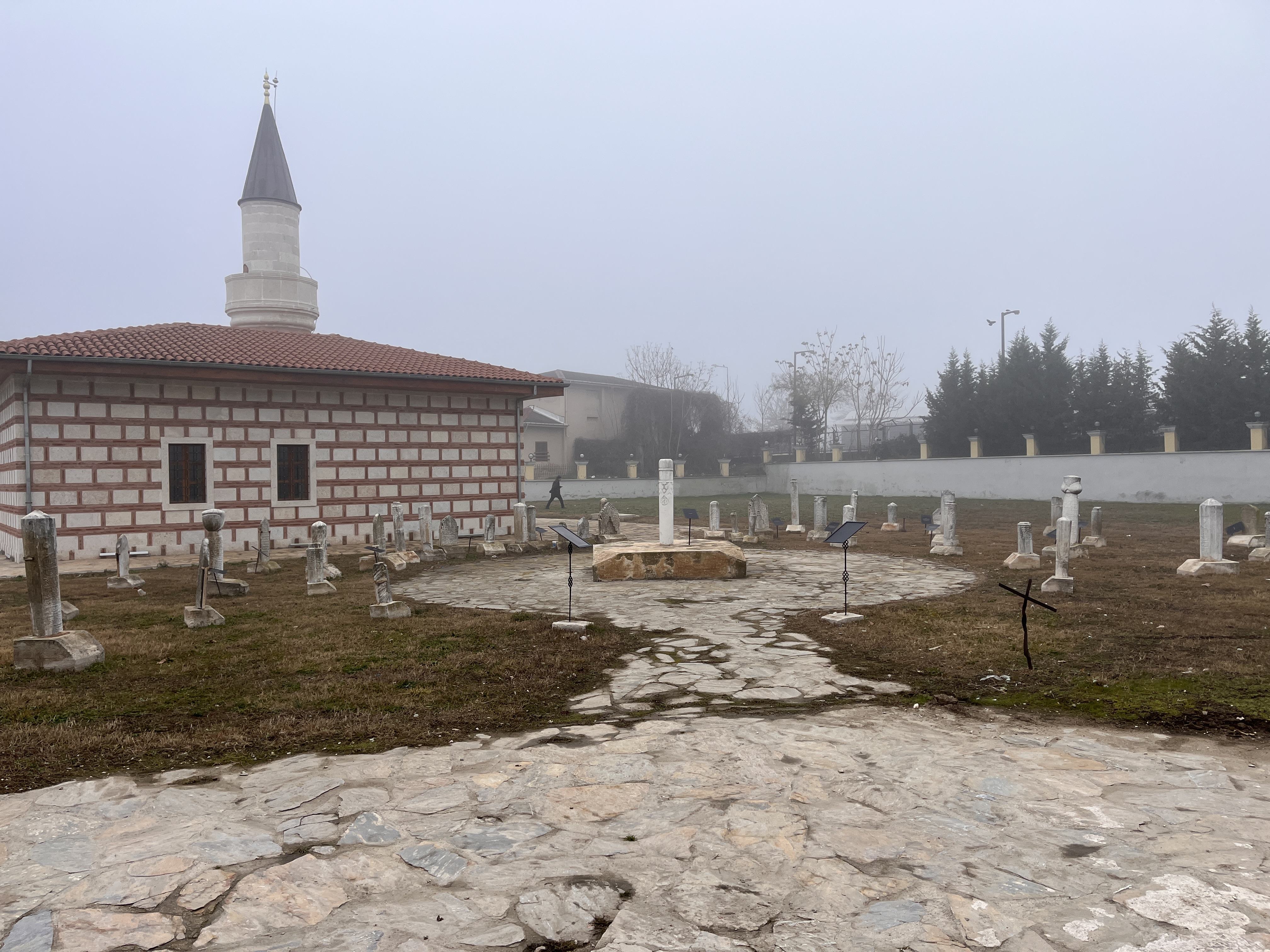
Мечеть Балабан-паші та цвинтар у її дворі
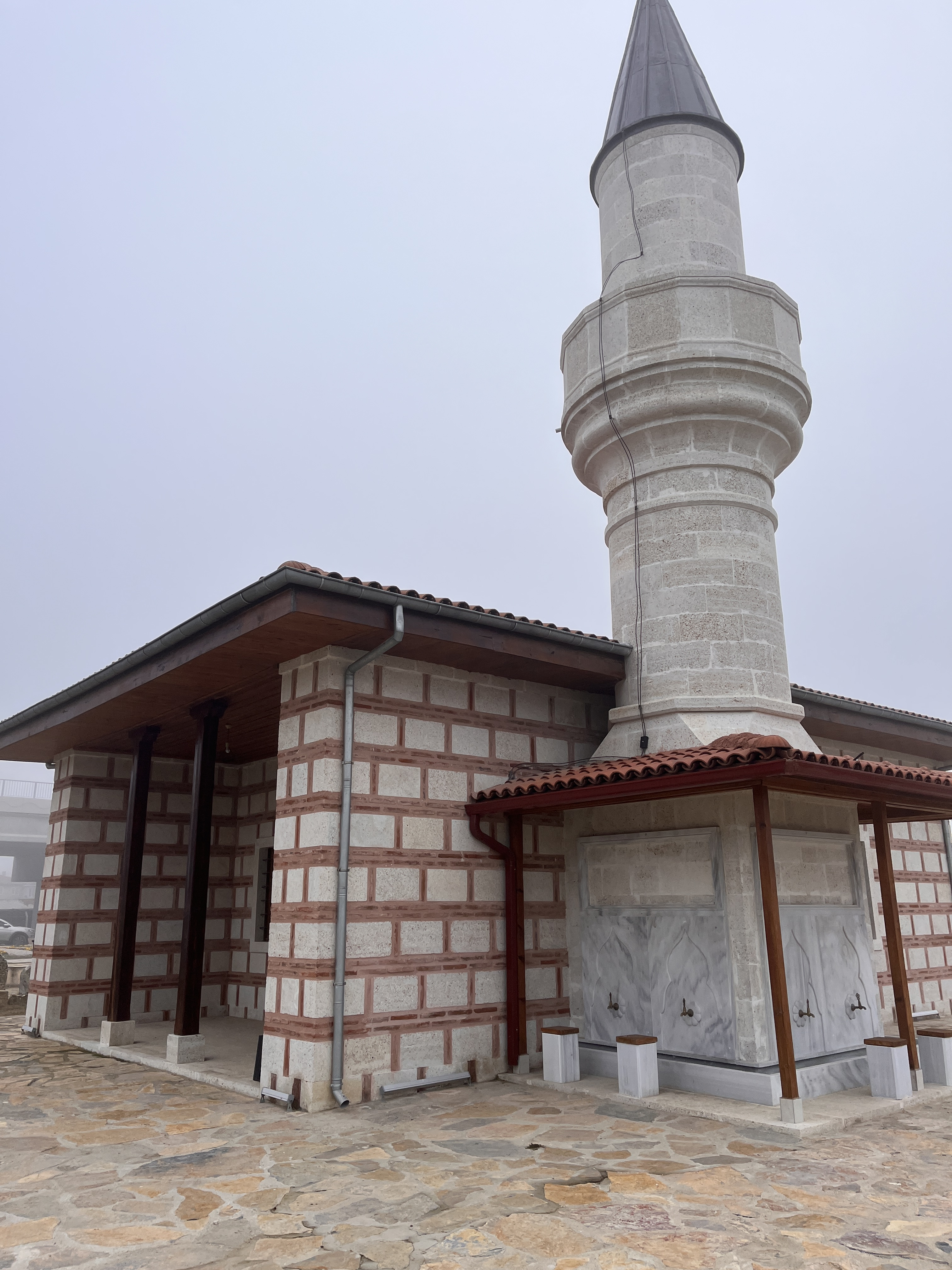
Вид на мечеть збоку
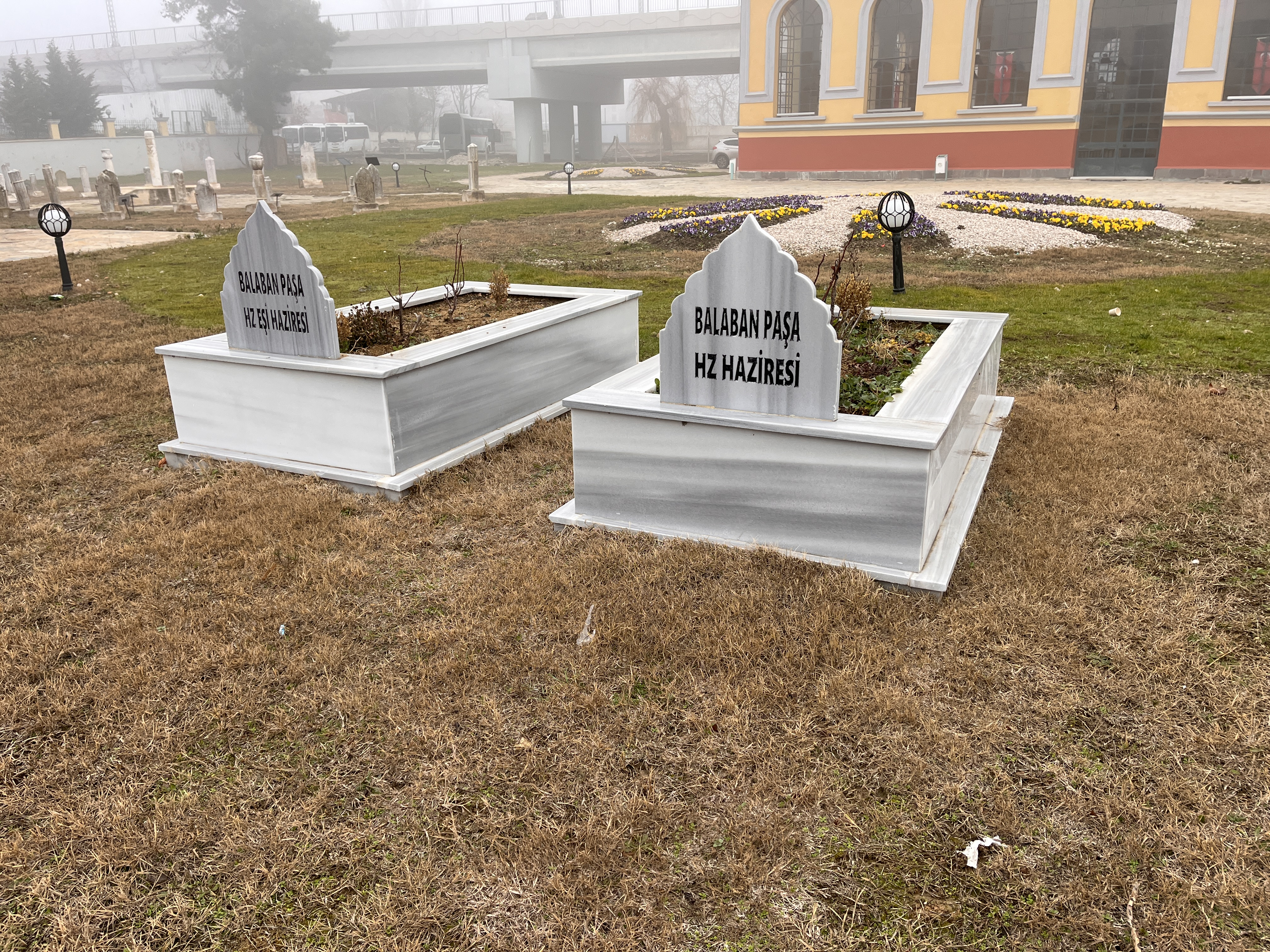
Могили на цвинтарі у дворі мечеті